# کاستل فرانکو امیلیا
کاستل فرانکو امیلیا (به ایتالیایی: Castelfranco Emilia) یک کومونه در ایتالیا است که در استان مودنا واقع شده‌است.

## خصوصیات
کاستل فرانکو امیلیا ۱۰۱٫۳۱ کیلومترمربع مساحت و ۳۰٬۹۳۳ نفر جمعیت دارد و ۴۲ متر بالاتر از سطح دریا واقع شده‌است.

## خواهرخوانده
شهر مارک‌ردویتس خواهرخواندهٔ کاستل فرانکو امیلیا هست.